# Зноїле-при-Кркі
Зноїле-при-Кркі (словен. Znojile pri Krki) — поселення в общині Іванчна Гориця, Осреднєсловенський регіон, Словенія. Висота над рівнем моря: 291,4 м.